# Liste der denkmalgeschützten Objekte in Höflein an der Hohen Wand
Die Liste der denkmalgeschützten Objekte in Höflein an der Hohen Wand enthält die 3 denkmalgeschützten, unbeweglichen Objekte der Gemeinde Höflein an der Hohen Wand im niederösterreichischen Bezirk Neunkirchen.

## Denkmäler
| Foto |                 | Denkmal                                                                              | Standort                                   | Beschreibung | Metadaten |
| ---- | --------------- | ------------------------------------------------------------------------------------ | ------------------------------------------ | --- | --- |
| ja   | Datei hochladen | Kath. Pfarrkirche und Wallfahrtskirche Mariä Geburt HERIS-ID: 50752 Objekt-ID: 56042 | Kirchenweg 3 Standort KG: Unterhöflein     | 1443 möglicherweise bereits Kapelle, 1468 urkundlich durch Kaiser Friedrich III. dem Georgsritterorden übergeben, nach Auflösung des Ordens 1600 an das Jesuitenkollegium in Graz, 1608 an die Zisterzienser von Stift Neukloster in Wiener Neustadt, um 1710 infolge der Wallfahrt erste Erweiterung nach Westen, 1747–1749 endgültige Vergrößerung der Kirche und Barockisierung des Chores unter Abt Joseph Stübicher (Abbruch der ersten Erweiterung), 1751 Versetzung des Gnadenbilds „Unsere Liebe Frau an der Säule“ in den Hochaltarbereich, 1761 der Pfarre Rothengrub zugewiesen, nach Entweihung der Pfarrkirche in Rothengrub 1783 Pfarrkirche, 1881 mit dem Neukloster Stift Heiligenkreuz inkorporiert, 1976 schwere Sturmschäden (Einsturz des Dachstuhls), barockes Langhaus mit eingezogenem gotischen Chor und vorgestelltem Ostturm | BDA-Hist.: Q21279488 Status: § 2a Stand der BDA-Liste: 2025-06-30 Name: Kath. Pfarrkirche und Wallfahrtskirche Mariä Geburt GstNr.: .16 Wallfahrtskirche Maria Kirchbüchl |
| ja   | Datei hochladen | Marienkapelle HERIS-ID: 59403 Objekt-ID: 70669                                       | bei Kirchenweg 4 Standort KG: Unterhöflein | 1759 über rechteckigem Grundriss mit Satteldach erbaut, Rundbogenöffnung durch ionische Doppelpilaster gerahmt, innen Platzlgewölbe, bemerkenswerte Madonnenstatue aus der Mitte des 18. Jahrhunderts | BDA-Hist.: Q38087190 Status: § 2a Stand der BDA-Liste: 2025-06-30 Name: Marienkapelle GstNr.: 332/5                                                                       |
| ja   | Datei hochladen | Volksschule HERIS-ID: 50334 Objekt-ID: 55193                                         | Ortsstraße 2 Standort KG: Unterhöflein     | 1914 erbaut, zweigeschoßig mit Zwerchgiebeln unter Schopfwalmdächern, Putzbandgliederung | BDA-Hist.: Q38039495 Status: § 2a Stand der BDA-Liste: 2025-06-30 Name: Volksschule GstNr.: 700                                                                           |